# 브루투스 (트로이아)
브루투스(라틴어: Brutus)는 《브리튼인의 역사》, 《브리타니아 열왕사》를 비롯한 중세 야사집에 등장하는 인물이다. 트로이아 영웅 아이네아스의 후손으로, 브리튼인의 첫 왕이라고 하며 브리튼 섬 이름이 그의 이름에서 따왔다고 한다. 그러나 정사(正史) 사서에는 그 모습이 전혀 등장하지 않으며, 실존했다는 증거도 없다. 그래도 브루투스의 브리튼 건국설화는 근세까지 역사적 사실로 받아들여졌다.

## 브리튼인의 역사
저자 미상의 9세기 문헌 《브리튼인의 역사》는 “브리튼 섬의 이름은 로마 집정관 브루투스의 이름에서 왔다”고 서술되어 있으며, 브루투스는 히스파니아를 정복한 사람이라고 한다. 이는 좀더 거슬러 올라가서 7세기 문헌 《어원학》(이시도루스 히스팔렌시스 저)에서 로마 장군 데키무스 유니우스 브루투스 칼라이쿠스가 브리튼 섬의 어원이라고 밝힌 것에 그 뿌리를 둔다. 데키무스 브루투스는 실존인물로서 기원전 138년 히스파니아 울테리오르를 정복했다. 각설, 《브리튼인의 역사》에 등장하는 브루투스는 아이네아스의 손자 또는 증손자라고 한다.
《브리튼인의 역사》는 티투스 리비우스, 베르길리우스 등 로마인들의 문헌을 따라 아이네아스가 트로이아 전쟁 이후 이탈리아 반도에 정착한 이야기를 되풀이한다. 아이네아스의 아들 아스카니우스는 로마의 전신인 알바 롱가를 세웠으며, 결혼하여 아내와의 사이에 브루투스를 낳았다. 한편 다른 판본에서는 브루투스의 아버지가 아이네아스의 차남 실비우스라고 하며, 또 다른 판본에서는 아스카니우스의 아들이라고 한다. 한 마법사가 태어날 아이가 이탈리아에서 가장 용감하고 가장 사랑받을 존재가 될 것이라고 예언했는데, 이 말을 들은 아스카니우스는 분노하여 마법사를 죽였다. 브루투스의 어머니는 브루투스를 낳다가 죽었다.
그 뒤 브루투스는 화살 오발 사고로 자기 아버지를 죽이고 이탈리아에서 추방당했다. 티레니아해의 여러 섬을 돌아다니다 갈리아 땅에서 투르를 세웠다. 그 뒤 바다 건너 섬에 도달, 자신의 이름을 붙여 브리튼 섬이라 하고 자기 후손들로 섬을 번창케 했다. 브루투스의 치세는 구약성경의 엘리 시대와 동시기로, 이때 레반트에서는 블레셋인들이 언약궤를 약탈해갔다.
브루투스의 아버지를 실비우스라고 하는 판본에서는 그 조상 혈통이 노아의 아들 함까지 거슬러울라간다고 서술한다. 또다른 장에서는 브루투스의 가계를 달리 서술하여 전설적인 로마 왕 누마 폼필리우스의 증손자라고 하며, 누마의 혈통을 거슬러 올라가면 노아의 아들 야벳이 나온다고 한다. 물론 이러한 기독교적 전통의 서술은 트로이아 왕가를 그리스의 신들의 후예라고 하는 고전 트로이아 계보와 서로 모순된다.

## 브리타니아 열왕사
몬머스의 제프리의 《브리타니아 열왕사》에 나오는 브루투스 이야기는 《브리튼인의 역사》에 나오는 이야기보다 세부 내용이 보다 상세하지만 그 핵심은 대동소이하다. 《브리타니아 열왕사》에서는 브루투스가 아스카니우스의 아들이 아니라 손자라고 확실하게 못박고 있으며 그 아버지는 아스카니우스의 아들 실비우스라고 한다. 브루투스의 미래를 예언한 마법사는 아직 태어나지 않은 브루투스가 부모를 모두 죽일 것이라고 예언했다. 《브리튼인의 역사》에서 그랬듯 태어나면서 어머니를 죽이고 나중에 아버지를 오발사고로 죽이면서 이 예언은 성립되었고 마찬가지로 이탈리아에서 추방되었다.  이후 그리스 족으로 간 브루투스는 거기서 노예의 신세로 살고 있는 트로이아인들을 발견해 그들의 지도자가 된다. 그리고 여러 차례의 전투 끝에 그리스 왕 판드라수스의 숙영지를 야습하여 승리한다. 브루투스는 판드라수스를 인질로 잡고 트로이아인들을 해방하라고 강요한다. 이후 판드라수스의 딸 이그노게를 아내로 취하고 함대를 꾸려 항해를 나간다.
트로이인들은 한 무인도에 상륙하여 버려진 디아나 신전을 발견한다. 적절한 의식을 치른 뒤 브루투스는 여신의 신상 앞에서 잠이 들고 꿈에 서쪽의 대양에 거인 몇 명 밖에 살지 않는 섬이 하나 있는데 그곳에 정착하라는 계시를 받는다.
이후 북아프리카에서 세이렌과 만나는 등의 모험을 한 뒤 티레니아해 해안에 살고 있던 또다른 트로이아 난민들을 발견한다. 그들의 지도자는 코리네우스였다. 이들과 합류해 갈리아를 지나던 도중 코리네우스가 아키텐 왕 고파리우스 픽투스의 임야에서 무단으로 사냥을 했다가 그것이 빌미가 되어 전쟁이 벌어진다. 싸움 와중에 브루투스의 조카 투로누스가 죽었는데, 투로누스가 묻힌 자리가 오늘날의 프랑스 투르라고 한다. 트로이아 난민들은 대부분의 싸움에서 이겼으나 갈리아인들이 수적으로 우세하다는 것을 알았기에 배를 타고 당시 알비온이라고 불리던 브리튼으로 건너갔다. 그들은 "토토네시움 리투스(토트네스의 해안)"라는 곳에 상륙했고, 알비온의 후예인 거인족과 조우해 싸워 이겼다.
브루투스는 알비온 섬을 자기 이름을 따 브리타니아라고 재명명하고 그 첫 왕이 되었다. 코리네우스도 자기 이름을 따 오늘날의 콘월을 세우고 그 지배자가 되었다. 콘월은 잉글랜드 및 스코틀랜드, 웨일스와 다른 정체성을 가지고 있으며 콘월인이 영국인으로 편입된 것은 근세에 이르러서라는 점에서 이 전승은 흥미로운 지점이 있다. 이후 축제 기간에 거인족이 그들을 공격해 왔지만 브리튼인들은 오히려 가장 큰 거인 고그마고그를 제외한 모든 거인들을 죽여버렸다. 고그마고그는 코리네우스와 씨름을 붙이기 위해 살려두었고, 코리네우스가 고그마고그를 절벽에서 던져 죽였다. 이후 브루투스는 템스강 강둑에 도시를 세우고 "새로운 트로이아"라는 뜻의 "트로이아 노바"라고 명명했다. 이 이름이 세월이 흐르면서 변형되어 트리노반툼이 되었고, 오늘날의 런던이라고 한다(실제 트리노반툼의 어원은 철기 시대 브리튼의 부족들 중 하나인 트리노반테스족이다). 브루투스는 백성들을 다스리기 위한 법률을 만들고 24년간 재위했다. 죽은 뒤 트리노반툼에 묻혔고, 세 아들 로크리누스, 알바나크투스, 캄베르가 각기 로에그리아, 알바, 캄브리아로 브리타니아를 3등분해 다스렸는데 이는 각각 오늘날의 잉글랜드, 스코틀랜드, 웨일스에 해당한다.

## 가계도
| 코리네우스   | 코리네우스   | 코리네우스   | 코리네우스   | 코리네우스            | 코리네우스            |                       |                       |                       |                       |                |                |                |                |      |      | 브루투스     | 브루투스     | 브루투스     | 브루투스     | 브루투스     | 브루투스     |      |      |        |        |        |        |        |        |  |  |  |  |  |  |  |  |  |  |  |  |
| 코리네우스   | 코리네우스   | 코리네우스   | 코리네우스   | 코리네우스            | 코리네우스            |                       |                       |                       |                       |                |                |                |                |      |      | 브루투스     | 브루투스     | 브루투스     | 브루투스     | 브루투스     | 브루투스     |      |      |        |        |        |        |        |        |  |  |  |  |  |  |  |  |  |  |  |  |
|              |              |              |              |                       |                       |                       |                       |                       |                       |                |                |                |                |      |      |              |              |              |              |              |              |      |      |        |        |        |        |        |        |  |  |  |  |  |  |  |  |  |  |  |  |
| 구엔돌로에나 | 구엔돌로에나 | 구엔돌로에나 | 구엔돌로에나 | 구엔돌로에나          | 구엔돌로에나          |                       |                       | 로크리누스            | 로크리누스            | 로크리누스     | 로크리누스     | 로크리누스     | 로크리누스     |      |      | 알바나크투스 | 알바나크투스 | 알바나크투스 | 알바나크투스 | 알바나크투스 | 알바나크투스 |      |      | 캄베르 | 캄베르 | 캄베르 | 캄베르 | 캄베르 | 캄베르 |  |  |  |  |  |  |  |  |  |  |  |  |
| 구엔돌로에나 | 구엔돌로에나 | 구엔돌로에나 | 구엔돌로에나 | 구엔돌로에나          | 구엔돌로에나          |                       |                       | 로크리누스            | 로크리누스            | 로크리누스     | 로크리누스     | 로크리누스     | 로크리누스     |      |      | 알바나크투스 | 알바나크투스 | 알바나크투스 | 알바나크투스 | 알바나크투스 | 알바나크투스 |      |      | 캄베르 | 캄베르 | 캄베르 | 캄베르 | 캄베르 | 캄베르 |  |  |  |  |  |  |  |  |  |  |  |  |
|              |              |              |              |                       |                       |                       |                       |                       |                       |                |                |                |                |      |      |              |              |              |              |              |              |      |      |        |        |        |        |        |        |  |  |  |  |  |  |  |  |  |  |  |  |
|              |              |              |              | 마단                  |                       |                       |                       |                       |                       |                |                |                |                |      |      |              |              |              |              |              |              |      |      |        |        |        |        |        |        |  |  |  |  |  |  |  |  |  |  |  |  |
|              |              |              |              |                       |                       |                       |                       |                       |                       |                |                |                |                |      |      |              |              |              |              |              |              |      |      |        |        |        |        |        |        |  |  |  |  |  |  |  |  |  |  |  |  |
|              |              |              |              |                       |                       |                       |                       |                       |                       |                |                |                |                |      |      |              |              |              |              |              |              |      |      |        |        |        |        |        |        |  |  |  |  |  |  |  |  |  |  |  |  |
|              |              |              |              | 멤프리키우스          | 멤프리키우스          | 멤프리키우스          | 멤프리키우스          | 멤프리키우스          | 멤프리키우스          |                |                | 말린           | 말린           | 말린 | 말린 | 말린         | 말린         |              |              |              |              |      |      |        |        |        |        |        |        |  |  |  |  |  |  |  |  |  |  |  |  |
|              |              |              |              | 멤프리키우스          | 멤프리키우스          | 멤프리키우스          | 멤프리키우스          | 멤프리키우스          | 멤프리키우스          |                |                | 말린           | 말린           | 말린 | 말린 | 말린         | 말린         |              |              |              |              |      |      |        |        |        |        |        |        |  |  |  |  |  |  |  |  |  |  |  |  |
|              |              |              |              | 에브라우쿠스          |                       |                       |                       |                       |                       |                |                |                |                |      |      |              |              |              |              |              |              |      |      |        |        |        |        |        |        |  |  |  |  |  |  |  |  |  |  |  |  |
|              |              |              |              |                       |                       |                       |                       |                       |                       |                |                |                |                |      |      |              |              |              |              |              |              |      |      |        |        |        |        |        |        |  |  |  |  |  |  |  |  |  |  |  |  |
|              |              |              |              |                       |                       |                       |                       |                       |                       |                |                |                |                |      |      |              |              |              |              |              |              |      |      |        |        |        |        |        |        |  |  |  |  |  |  |  |  |  |  |  |  |
|              |              |              |              | 브루투스 비리데스쿠툼 | 브루투스 비리데스쿠툼 | 브루투스 비리데스쿠툼 | 브루투스 비리데스쿠툼 | 브루투스 비리데스쿠툼 | 브루투스 비리데스쿠툼 |                |                | 19남           | 19남           | 19남 | 19남 | 19남         | 19남         |              |              | 30녀         | 30녀         | 30녀 | 30녀 | 30녀   | 30녀   |        |        |        |        |  |  |  |  |  |  |  |  |  |  |  |  |
|              |              |              |              | 브루투스 비리데스쿠툼 | 브루투스 비리데스쿠툼 | 브루투스 비리데스쿠툼 | 브루투스 비리데스쿠툼 | 브루투스 비리데스쿠툼 | 브루투스 비리데스쿠툼 |                |                | 19남           | 19남           | 19남 | 19남 | 19남         | 19남         |              |              | 30녀         | 30녀         | 30녀 | 30녀 | 30녀   | 30녀   |        |        |        |        |  |  |  |  |  |  |  |  |  |  |  |  |
|              |              |              |              | 레일                  |                       |                       |                       |                       |                       |                |                |                |                |      |      |              |              |              |              |              |              |      |      |        |        |        |        |        |        |  |  |  |  |  |  |  |  |  |  |  |  |
|              |              |              |              |                       |                       |                       |                       |                       |                       |                |                |                |                |      |      |              |              |              |              |              |              |      |      |        |        |        |        |        |        |  |  |  |  |  |  |  |  |  |  |  |  |
|              |              |              |              | 루드 후드 후디브라스  |                       |                       |                       |                       |                       |                |                |                |                |      |      |              |              |              |              |              |              |      |      |        |        |        |        |        |        |  |  |  |  |  |  |  |  |  |  |  |  |
|              |              |              |              |                       |                       |                       |                       |                       |                       |                |                |                |                |      |      |              |              |              |              |              |              |      |      |        |        |        |        |        |        |  |  |  |  |  |  |  |  |  |  |  |  |
|              |              |              |              | 블라두드              |                       |                       |                       |                       |                       |                |                |                |                |      |      |              |              |              |              |              |              |      |      |        |        |        |        |        |        |  |  |  |  |  |  |  |  |  |  |  |  |
|              |              |              |              |                       |                       |                       |                       |                       |                       |                |                |                |                |      |      |              |              |              |              |              |              |      |      |        |        |        |        |        |        |  |  |  |  |  |  |  |  |  |  |  |  |
|              |              |              |              | 레이르                |                       |                       |                       |                       |                       |                |                |                |                |      |      |              |              |              |              |              |              |      |      |        |        |        |        |        |        |  |  |  |  |  |  |  |  |  |  |  |  |
|              |              |              |              |                       |                       |                       |                       |                       |                       |                |                |                |                |      |      |              |              |              |              |              |              |      |      |        |        |        |        |        |        |  |  |  |  |  |  |  |  |  |  |  |  |
|              |              |              |              |                       |                       |                       |                       |                       |                       |                |                |                |                |      |      |              |              |              |              |              |              |      |      |        |        |        |        |        |        |  |  |  |  |  |  |  |  |  |  |  |  |
| 고노릴라     | 고노릴라     | 고노릴라     | 고노릴라     | 고노릴라              | 고노릴라              |                       |                       | 레간                  | 레간                  | 레간           | 레간           | 레간           | 레간           |      |      | 코르델리아   | 코르델리아   | 코르델리아   | 코르델리아   | 코르델리아   | 코르델리아   |      |      |        |        |        |        |        |        |  |  |  |  |  |  |  |  |  |  |  |  |
| 고노릴라     | 고노릴라     | 고노릴라     | 고노릴라     | 고노릴라              | 고노릴라              |                       |                       | 레간                  | 레간                  | 레간           | 레간           | 레간           | 레간           |      |      | 코르델리아   | 코르델리아   | 코르델리아   | 코르델리아   | 코르델리아   | 코르델리아   |      |      |        |        |        |        |        |        |  |  |  |  |  |  |  |  |  |  |  |  |
| 마르가누스   | 마르가누스   | 마르가누스   | 마르가누스   | 마르가누스            | 마르가누스            |                       |                       | 쿠네다기우스          | 쿠네다기우스          | 쿠네다기우스   | 쿠네다기우스   | 쿠네다기우스   | 쿠네다기우스   |      |      |              |              |              |              |              |              |      |      |        |        |        |        |        |        |  |  |  |  |  |  |  |  |  |  |  |  |
| 마르가누스   | 마르가누스   | 마르가누스   | 마르가누스   | 마르가누스            | 마르가누스            |                       |                       | 쿠네다기우스          | 쿠네다기우스          | 쿠네다기우스   | 쿠네다기우스   | 쿠네다기우스   | 쿠네다기우스   |      |      |              |              |              |              |              |              |      |      |        |        |        |        |        |        |  |  |  |  |  |  |  |  |  |  |  |  |
|              |              |              |              |                       |                       |                       |                       | 리발로                |                       |                |                |                |                |      |      |              |              |              |              |              |              |      |      |        |        |        |        |        |        |  |  |  |  |  |  |  |  |  |  |  |  |
|              |              |              |              |                       |                       |                       |                       |                       |                       |                |                |                |                |      |      |              |              |              |              |              |              |      |      |        |        |        |        |        |        |  |  |  |  |  |  |  |  |  |  |  |  |
|              |              |              |              |                       |                       |                       |                       |                       |                       |                |                |                |                |      |      |              |              |              |              |              |              |      |      |        |        |        |        |        |        |  |  |  |  |  |  |  |  |  |  |  |  |
|              |              |              |              |                       |                       |                       |                       | 구르구스티우스        | 구르구스티우스        | 구르구스티우스 | 구르구스티우스 | 구르구스티우스 | 구르구스티우스 |      |      | 불명         | 불명         | 불명         | 불명         | 불명         | 불명         |      |      |        |        |        |        |        |        |  |  |  |  |  |  |  |  |  |  |  |  |
|              |              |              |              |                       |                       |                       |                       | 구르구스티우스        | 구르구스티우스        | 구르구스티우스 | 구르구스티우스 | 구르구스티우스 | 구르구스티우스 |      |      | 불명         | 불명         | 불명         | 불명         | 불명         | 불명         |      |      |        |        |        |        |        |        |  |  |  |  |  |  |  |  |  |  |  |  |
|              |              |              |              |                       |                       |                       |                       | 시실리우스 1세        | 시실리우스 1세        | 시실리우스 1세 | 시실리우스 1세 | 시실리우스 1세 | 시실리우스 1세 |      |      | 야고         | 야고         | 야고         | 야고         | 야고         | 야고         |      |      |        |        |        |        |        |        |  |  |  |  |  |  |  |  |  |  |  |  |
|              |              |              |              |                       |                       |                       |                       | 시실리우스 1세        | 시실리우스 1세        | 시실리우스 1세 | 시실리우스 1세 | 시실리우스 1세 | 시실리우스 1세 |      |      | 야고         | 야고         | 야고         | 야고         | 야고         | 야고         |      |      |        |        |        |        |        |        |  |  |  |  |  |  |  |  |  |  |  |  |
|              |              |              |              |                       |                       |                       |                       | 키마르쿠스            |                       |                |                |                |                |      |      |              |              |              |              |              |              |      |      |        |        |        |        |        |        |  |  |  |  |  |  |  |  |  |  |  |  |
|              |              |              |              |                       |                       |                       |                       |                       |                       |                |                |                |                |      |      |              |              |              |              |              |              |      |      |        |        |        |        |        |        |  |  |  |  |  |  |  |  |  |  |  |  |
|              |              |              |              |                       |                       |                       |                       | 고르보두크            | 고르보두크            | 고르보두크     | 고르보두크     | 고르보두크     | 고르보두크     |      |      | 유돈         | 유돈         | 유돈         | 유돈         | 유돈         | 유돈         |      |      |        |        |        |        |        |        |  |  |  |  |  |  |  |  |  |  |  |  |
|              |              |              |              |                       |                       |                       |                       | 고르보두크            | 고르보두크            | 고르보두크     | 고르보두크     | 고르보두크     | 고르보두크     |      |      | 유돈         | 유돈         | 유돈         | 유돈         | 유돈         | 유돈         |      |      |        |        |        |        |        |        |  |  |  |  |  |  |  |  |  |  |  |  |
|              |              |              |              |                       |                       |                       |                       |                       |                       |                |                |                |                |      |      |              |              |              |              |              |              |      |      |        |        |        |        |        |        |  |  |  |  |  |  |  |  |  |  |  |  |
|              |              |              |              |                       |                       |                       |                       |                       |                       |                |                |                |                |      |      |              |              |              |              |              |              |      |      |        |        |        |        |        |        |  |  |  |  |  |  |  |  |  |  |  |  |
|              |              |              |              |                       |                       |                       |                       | 페르렉스              | 페르렉스              | 페르렉스       | 페르렉스       | 페르렉스       | 페르렉스       |      |      | 포르렉스 1세 | 포르렉스 1세 | 포르렉스 1세 | 포르렉스 1세 | 포르렉스 1세 | 포르렉스 1세 |      |      |        |        |        |        |        |        |  |  |  |  |  |  |  |  |  |  |  |  |

## 참고 자료
- Translation of Historia Brittonum from J. A. Giles, Six Old English Chronicles, London: Henry G. Bohn 1848. Full text from Fordham University 보관됨 2009-07-27 - 웨이백 머신.
- John Morris (ed), Nennius: Arthurian Period Sources Vol 8, Phillimore, 1980
- Geoffrey of Monmouth, The History of the Kings of Britain, translated by Lewis Thorpe, Penguin, 1966
- Henry Lewis (ed.), Brut Dingestow (University of Wales Press, 1942). The best-known Middle Welsh adaptation. Original text with introduction and notes, in Welsh.
- The British History of Geoffrey of Monmouth, translated by Aaron Thompson, revised and corrected by J. A. Giles, 1842
- Bulfinch's Mythology

| 전임 (신설) | 제1대 브리튼인의 왕 기원전 12세기 (24년 재위) | 후임 로크리누스 (로에그리아) 캄베르 (캄브리아) 알바나크투스 (알바) |